# Christo Bajew

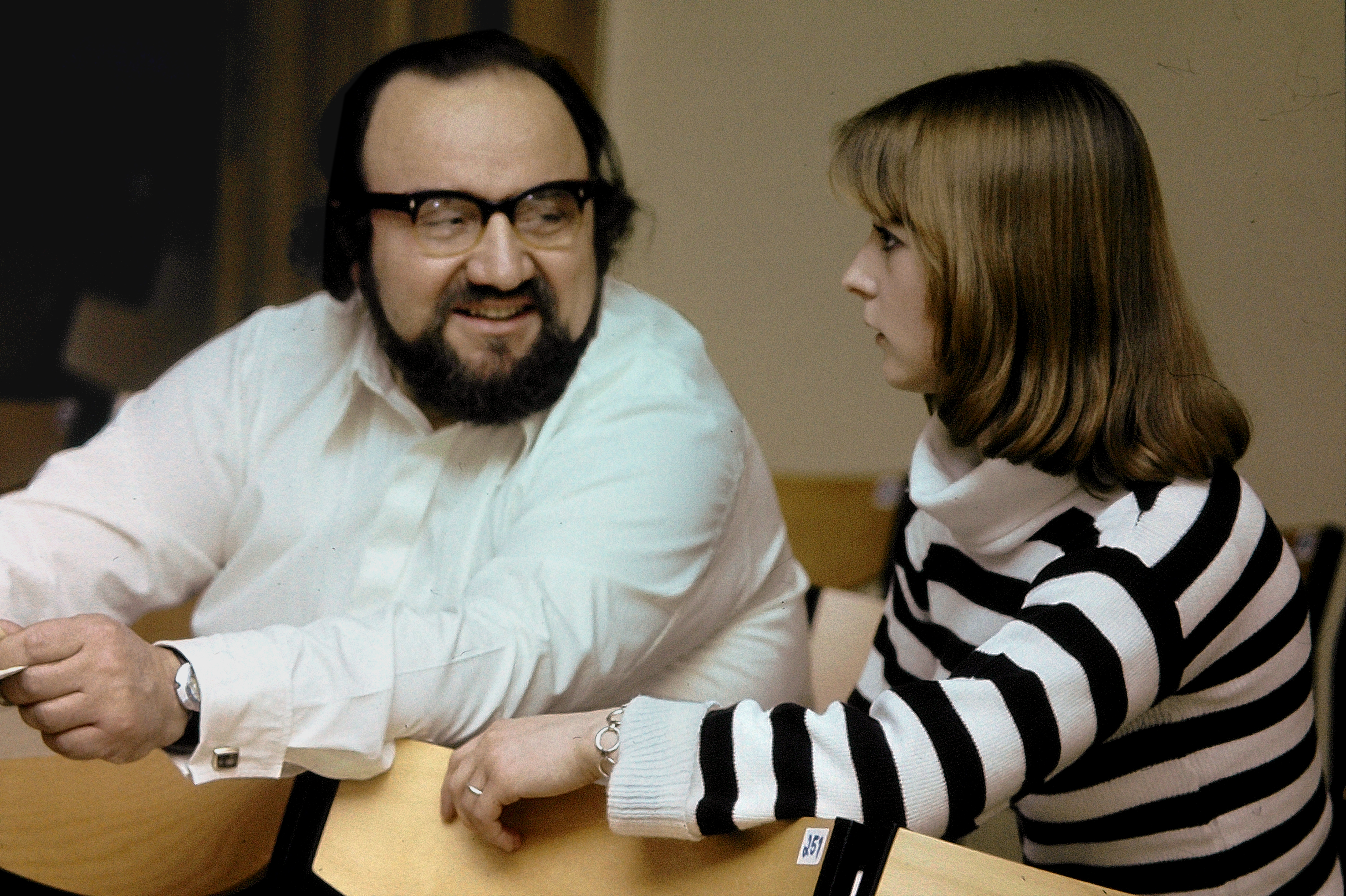
Christo Bajew im Gespräch mit einer Schülerin seiner Gesangsschule (1977)

Christo Bajew (* 15. August 1922 in Dobromirka, Bezirk Sbarasch, Galizien, Österreich-Ungarn; † 26. August 1983 in Koblenz) war ein bulgarischer Opern- und Operettensänger in der Stimmlage Tenor.

## Leben
Christo Bajew wurde in eine kinderreiche bulgarische Kaufmannsfamilie hinein geboren. Nach Abschluss des Gymnasiums wollte er Geistlicher werden, weshalb er ein Theologiestudium begann. Bei einem Konzert des Priesterseminars sang er ein Solo, das Graf Molny, eine Größe der Berliner Tobis-Filmgesellschaft, hörte. Er veranlasste Bajew, nach Deutschland zu kommen. An der Musikhochschule Dresden absolvierte Bajew ein umfassendes Musik- und Gesangsstudium bei Kammersänger Fritz Vogelstrom und erhielt ein Anfänger-Engagement an der Dresdner Semperoper. Dort blieb er bis 1945. Danach engagierten ihn die Bühnen in Wiesbaden und München. Der Sänger nahm seinen Wohnsitz im Rheinland und ging 1949 ein langfristiges Festengagement am Theater der Stadt Koblenz ein. Von dort aus erschien er als Gast in einem weitgespannten Repertoire an vielen Bühnen im In- und Ausland. Bald konnte er sich als einer der führenden und populären Rundfunktenöre etablieren, beim Südfunk in eher dramatischen Opernpartien, beim WDR, NDR, HR meist als Operettenheld in über zwei Dutzend Gesamteinspielungen. Bis 1971 stand er im Mittelpunkt von alljährlichen Operettenaufführungen auf der Freilichtbühne im Rhein in Koblenz. Sein umfangreiches Repertoire deckte die verschiedensten Stilepochen und Entstehungsräume ab.
Bajew hatte anfangs Probleme mit der deutschen Sprache und war wegen seiner untersetzten, übergewichtigen Gestalt nicht das Idealbild eines Darstellers von Tenorliebhabern, seine Stimme hingegen hatte den Charakter eines echten Spinto-Tenors.
Ab 1962 stand er als Leiter seiner Gesangsschule mit Opernstudio in Koblenz vor.
Christo Bajew war zweimal verheiratet und hatte zwei Töchter. Elena Bajew ist Sängerin und Gesangspädagogin, Steffa Bajew-Beck Schulleiterin.

## Publikation
- Christo Bajew: Klingende Grüße. Festspiele Koblenz. Staatsorchester Rheinische Philharmonie, Conny Schumann (Dirigent), [o. J.] (Zehnseitiges Souvenirbuch mit vier Single-Schallplatten mit Arien aus Carmen, L’Africaine, Otello und Turandot sowie vier Liedern.)